# Hasdaj Kreskas
Hasdaj ben Abraham Kreskas (חסדאי קרשקש; c. 1340. godine u Barceloni, Katalonija – 1410/11 u Zaragozi, Aragon) bio je katalansko jevrejski filozof i poznati halahista (učitelj jevrejskog prava). Zajedno s Majmonidom („Rambam”), Gersonidesom („Ralbag”) i Josefom Albom, poznat je kao jedan od glavnih praktičara racionalističkog pristupa jevrejskoj filozofiji.

## Biografija
Hasdaj Kreskas potiče iz familije učenjaka. On je bio unuk talmudiste Hasdaj ben Judah Kreskasa, i sledbenik talmudiste i filozofa Nisim ben Reubena, poznatog kao RaN. Sledeći korake svog učitelja, postao je talmudski autoritet i filozof velike originalnosti. On se smatra važnim u istoriji moderne misli zbog svog dubokog uticaja na Baruha Spinozu.
Po odlasku iz Barcelone, zauzeo je administrativni položaj krunskog rabina u Aragonu. Izgleda da je bio aktivan kao nastavnik. Među njegovim kolegama i prijateljima, posebno je bio blizak sa Isakom ben Šešetom (poznatim kao RIBaSH), poznatim po njegovoj korespondenciji. Jozef Albo je najpoznatiji od njegovih učenika, mada su još bar dvoje stekli priznanje, rabin Matatijas iz Saragose i rabin Zeharije ha-Levi.
Kreskas je bio imućna osoba. Kao takav on je imenovan jedinim izvršiteljem poseda svog ujaka Vitalisa Azdaja od strane kralja Đoana I Aragonskog 1393. godine. Ipak, iako je uživao veliko poštovanje, čak i uglednih nejevreja, on nije izbegao zajedničku sudbinu svojih koreligionista. Zatvoren sa svojim učiteljem zbog lažne optužbe za skrnavljenje domaćina 1378. godine, pretrpeo je lično ponižavanje, jer je bio Jevrejin. Njegov jedini sin umro je u masakru u Barceloni 1391. godine, kao mučenik zbog svoje vere, tokom antijevrejskih progona tog perioda. Uprkos toga, on je održao svoju veru.
Bez obzira na te nedaće, njegove mentalne moći ostale su netaknute; jer su dela koja su ga proslavila napisana nakon te grozne godine. Tokom 1401-02, on je posetio Jozefa Orabuenu u Pamploni na zahtev kralja Navare, koji je platio za troškove njegovog putovanja u razne navarske gradove. U to vreme je opisan kao „rav iz Saragose”.

## Radovi
Njegova dela o jevrejskom zakonu, ako su ikada i bila zapisana, nisu očuvana do današnjeg dana. Ali njegovo sažeto filozofsko delo Or Adonaj, Svetlost Gospodnja, postalo je klasično jevrejsko odbacivanje srednjovekovnog aristotelizma i preteča naučne revolucije u 16. veku.
Sačuvana su tri njegova dela:
- Njegovo osnovno delo, Or Adonaj, Svetlost Gospodnja.
- Izlaganje i osporavanje glavnih nauka hrišćanstva. Ovaj traktat je napisan na katalonskim 1398. godine. Katalonski original više ne postoji; ali sačuvan je hebrejski prevod Josefa ibn Šem-Tova sa naslovom („Pobijanje kardinalskih principa hrišćana”). Ovo delo je sastavljeno na poziv španskih plemića. Kreskasov je cilj pisanja onoga što je zapravo apologetski traktat o judaizmu bio je da predstavi razloge zbog kojih su Jevreji privrženi veri svojih predaka.
- Njegovo pismo kongregacijama iz Avinjona, objavljeno kao dodatak Vinerovom izdanju „Ševet Jehuda” (pogledajte gore), u kojem govori o incidentima progona iz 1391. godine.

### Bibliografija
- The Light of the Lord (Hebrew:  Or Adonai or Or Hashem)
- The Refutation of the Christian Principles (polemike i delom filozofija)
  - Daniel Lasker: Sefer Bittul Iqqarei Ha-Nozrim by R. Hasdai Crescas. Albany 1992.  0-7914-0965-1
  - Carlos del Valle Rodríguez: La inconsistencia de los dogmas cristianos: Biṭṭul 'Iqqare ha-Noṣrim le-R. Ḥasday Crescas. Madrid 2000.  84-88324-12-X
- Passover Sermon (religiozna filozofija i delom halakha)

## Literatura
- Harry Austryn Wolfson, Crescas' Critique of Aristotle. Cambridge, Harvard University Press, 1929.
- Warren Zev Harvey, Physics and Metaphysics in Hasdai Crescas,  Amsterdam Studies in Jewish Thought, J.C. Gieben, Amsterdam, 1998.
- Warren Zev Harvey, Great Spirit and Creativity within the Jewish Nation: Rabbi Hasdai Crescas(Hebrew), Mercaz, Zalman Shazar, Jerusalem 2010.
- Adler, Yonatan (2022). The Origins of Judaism: An Archaeological-Historical Reappraisal. Yale University Press. ISBN 9780300254907.
- J. David Bleich, Contemporary Halakhic Problems (5 vols), Ktav  0-87068-450-7; Feldheim  1-56871-353-3
- Menachem Elon, Ha-Mishpat ha-Ivri (trans. Jewish Law: History, Sources, Principles  0-8276-0389-4); Jewish Publication Society  0-8276-0537-4
- Glenn, H. Patrick (2014). Legal Traditions of the World – Sustainable Diversity in Law (5th edition) изд.). Oxford University Press.  978-0199669837
- Jacob Katz, Divine Law in Human Hands – Case Studies in Halakhic Flexibility, Magnes Press.  965-223-980-1
- Moshe Koppel, "Meta-Halakhah: Logic, Intuition, and the Unfolding of Jewish Law",  1-56821-901-6
- Mendell Lewittes, Jewish Law: An Introduction, Jason Aronson.  1-56821-302-6
- Messick, Brinkley; Kéchichian, Joseph A. (2009). „Fatwā. Process and Function”.  Ур.: John L. Esposito. The Oxford Encyclopedia of the Islamic World. Oxford: Oxford University Press. Архивирано из оригинала 20. 11. 2015. г. Приступљено 21. 07. 2023.
- Daniel Pollack ed., Contrasts in American and Jewish Law, Ktav.  0-88125-750-8
- Emanuel Quint, A Restatement of Rabbinic Civil Law (11 vols), Gefen Publishing.  0-87668-765-6,  965-229-322-9
- Emanuel Quint, Jewish Jurisprudence: Its Sources & Modern Applications , Taylor and Francis.  3-7186-0293-8
- Steven H. Resnicoff, Understanding Jewish Law, LexisNexis, 2012.  978-1422490204
- Joel Roth, Halakhic Process: A Systemic Analysis, Jewish Theological Seminary.  0-87334-035-3
- Joseph Soloveitchik, Halakhic Man, Jewish Publication Society trans. Lawrence Kaplan.  0-8276-0397-5

## Spoljašnje veze
- Sadik, Shalom. „Hasdai Crescas”.  Ур.: Zalta, Edward N. Stanford Encyclopedia of Philosophy.